# Лещинка (приток Усы)
Лещинка, также Лешинка (бел. Лешчынка, Лешынка) — малая река в Червенском районе Минской области Белоруссии, правый приток реки Уса.
Длина реки — 8,4 км. Берёт начало в 2,5 км к северо-востоку от опустевшей деревни Кадище. Течёт в юго-западном направлении по болотно-лесному массиву, в районе деревни Кадище выходит на открытую местность и поворачивает на юг. Через 2,7 км, к востоку от деревни Короб, делает изгиб в восточном направлении длиной 1,8 км и затем снова поворачивает на юг. Впадает в Усу в 1 км к югу от деревни Аннополье. На протяжении 3,5 км от истока до деревни Короб русло реки канализировано.